# Guido Costante Sullam

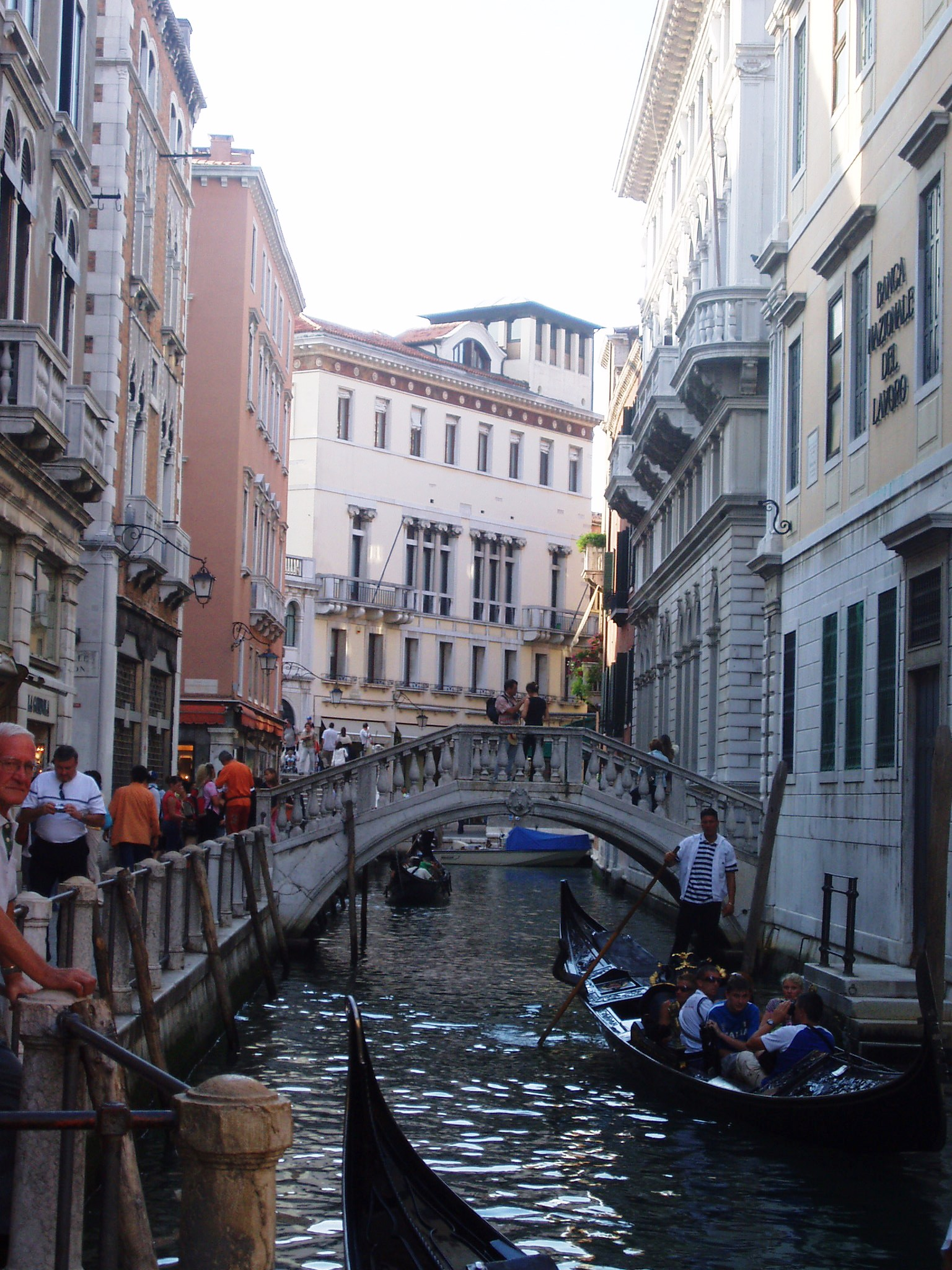
Vista del rio Orseolo con il palazzo sul bacino al centro.

Guido Costante Sullam (Venezia, 5 luglio 1873 – Venezia, 17 ottobre 1949) è stato un ingegnere e architetto italiano.

## Biografia
Figlio di Benedetto e Giovannina Levi, membri della comunità ebraica di Venezia, era il primo di quattro figli (tra cui Angelo, esponente del sionismo italiano). La famiglia era benestante e possedeva sia immobili in città, sia terreni sul delta del Po, dove da alcuni decenni era impegnata nelle opere di bonifica e nella coltivazione del riso.
Nel 1895 conseguì la laurea in Ingegneria civile all'Università di Padova. La sua vera passione era però il disegno architettonico: dopo un periodo trascorso nel genio aerostieri, nel 1898 si iscrisse all'Accademia di Venezia, uscendovi diplomato nel 1902.
Lavorò al consolidamento della basilica di San Marco, quindi divenne consulente della Società Umanitaria di Milano, al fine di costituire una scuola d'arte applicata all'industria. A questo scopo, nel 1903 viaggiò in Germania, dove entrò in contatto con il circolo artistico guidato da Joseph Maria Olbrich, e in Austria, dove conobbe Josef Hoffmann.
Tornato nella città natale, nel 1904 iniziò a lavorare da libero professionista. Si occupò sia di concorsi pubblici, sia di committenze private. Di particolare interesse l'albergo di Pian delle Fugazze e le stazioni ferroviarie di Asiago e Canove di Roana, in cui seppe unire gli elementi della tradizione alpina alle innovazioni della Secessione viennese; riscossero un tale successo da essere presentate all'Esposizione Nazionale di Roma del 1911. L'opera più importante di questi anni è probabilmente il palazzo presso il bacino Orseolo, in cui richiami classicheggianti coesistono con riferimenti alla Secessione; fu un esperimento coraggioso per l'epoca, che gli valse non poche critiche.
Nel 1909-10 realizzò la piccola residenza dei Levi (detta anche casa Hayez) in campo Santa Maria Mater Domini. Fu inoltre architetto di riferimento per la comunità ebraica, sia per i restauri di edifici preesistenti, sia per le nuove costruzioni: lavorò al cimitero ebraico del Lido e ai palazzi Sullam e Giustinian Lolin (dove si occupò anche degli arredi e delle decorazioni).
Sempre al Lido si occupò della progettazione di alcuni villini, in cui si allontana dalla tradizione architettonica veneziana per poter avvicinarsi più liberamente all'architettura viennese e tedesca. Degni di nota il villino Mon Plaisir e il villino Thea, in cui si approccia, ma in modo del tutto originale, con l'Art Nouveau.
Allo scoppio della Grande Guerra fu chiamato alle armi e venne impiegato nella sistemazione del palazzo del genio militare di Venezia (in campo Sant'Angelo) e dell'ospedale militare. Dopo la rotta di Caporetto fu impegnato nei lavori per la difesa del fronte nordorientale.
Nel 1919 iniziò a lavorare come insegnante, occupazione che lo impegnerà sino alla morte. Inizialmente fu docente di arti applicati negli istituti artistici professionali, quindi, dal 1922, ebbe la cattedra di architettura e costruzione all'Istituto superiore per le industrie artistiche di Monza; ne fu direttore dal 1923 al 1926 e in questa veste si occupò della riforma dei programmi per meglio armonizzare ideazione artistica e produzione tecnica, anche sulla base di quanto acquisito nel viaggio del 1903.
Nel 1927 tornò a Venezia e fu assunto all'istituto d'arte. Ma già l'anno seguente ottenne vari incarichi presso la Regia Scuola superiore di architettura (il futuro IUAV), appena costituita. In questo Istituto fu promotore del rinnovamento delle arti applicate, adattando la tradizione veneta agli influssi del epoca.
Dopo la guerra, inoltre, riprese a lavorare per la comunità israelitica: progettò l'ingresso del cimitero del Lido lungo via Cipro, disegnò le tombe Sonnino e Sullam e riordinò il parco di villa Lattes a Istrana.
Nel 1932 prese parte al concorso per il ponte dell'Accademia, presentando un arco dalle linee semplici, ma scandite da una sequenza di terrazze che permettevano visioni panoramiche; fu particolarmente attento alle decorazioni, in particolare ai contrasti tra pietra d'Istria e marmi colorati.
Nel 1938 fu colpito dalle leggi razziali e venne sospeso dall'insegnamento. Ciononostante, continuò l'attività professionale: risistemò il parco di villa Frova a Cavasagra, concepì l'oratorio di villa Ernesto a Casole d'Elsa e la tomba Cavazza a Minerbio.
Con lo scoppio della seconda guerra mondiale le persecuzioni antiebraiche si intensificarono e Sullam fu costretto a vivere nascosto in una soffitta. Il suo rifugio gli offriva scorci panoramici su Venezia che immortalava su acquerelli.
Dopo il conflitto, nonostante l'età avanzata, fu chiamato di nuovo ad insegnare allo IUAV, assumendo la cattedra di elementi costruttivi. Lavorò, inoltre, al progetto di trasferimento dell'istituto nell'ex convento dei Tolentini e alla ricostruzione della stazione di Venezia Santa Lucia.
Fu inoltre consigliere della comunità ebraica di Venezia prima e dopo la seconda guerra mondiale.